# Sachsenwiese
Koordinaten: 50° 23′ 47″ N, 11° 57′ 37″ O
Das Naturschutzgebiet Sachsenwiese liegt im Vogtlandkreis in Sachsen. Es erstreckt sich südwestlich von Krebes, einem Ortsteil der Gemeinde Weischlitz, und nördlich von Föhrig, einem Gemeindeteil von Trogen im oberfränkischen Landkreis Hof in Bayern, entlang der Landesgrenze zu Bayern. Westlich des Gebietes fließt der Heubach, ein linker Zufluss der Nördlichen Regnitz. Östlich direkt anschließend erstreckt sich das 50 ha große Naturschutzgebiet Pfarrwiese.

## Bedeutung
Das 56 ha große Gebiet mit der NSG-Nr. C 71 wurde im Jahr 1941 unter Naturschutz gestellt.